# Kirche Zadelsdorf

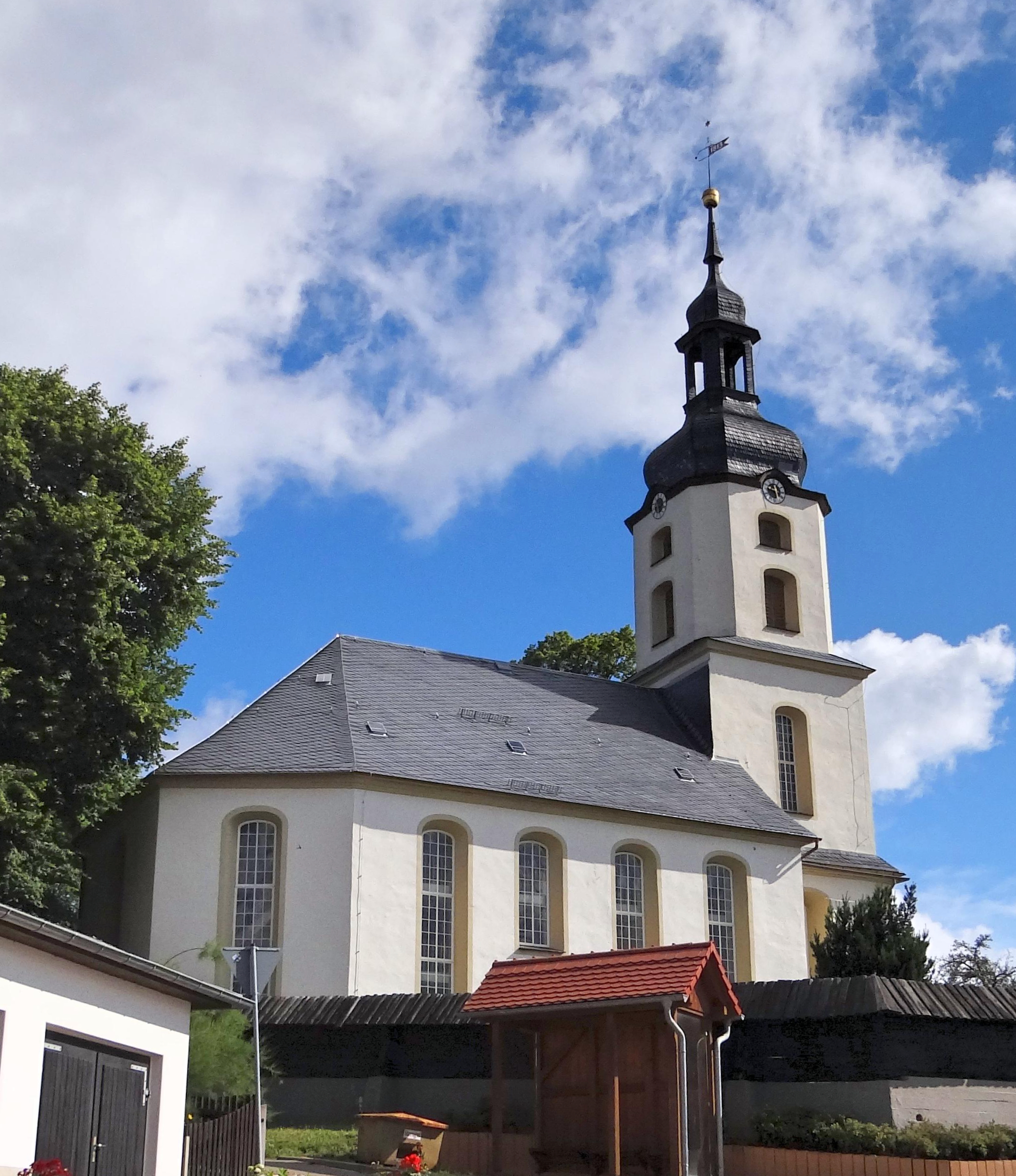
Kirche Zadelsdorf

Die evangelisch-lutherische denkmalgeschützte Kirche  Zadelsdorf steht in Zadelsdorf, einem Ortsteil der Gemeinde Zeulenroda-Triebes im Landkreis Greiz in Thüringen. Die Kirchengemeinde Zadelsdorf gehört zum Pfarrbereich Zeulenroda I der Kirchengemeinde Zeulenroda im Kirchenkreis Greiz der Evangelischen Kirche in Mitteldeutschland.

## Beschreibung
Die Saalkirche wurde 1813–1816 anstelle einer Vorgängerkirche aus dem 14. Jahrhundert erbaut. Im Osten steht ein schmaler Kirchturm, der mit einer bauchigen schiefergedeckten Haube bedeckt ist, auf der eine Laterne sitzt. Das Langhaus mit vier Achsen im Westen hat einen dreiseitigen Abschluss, der im Innenraum durch den Kanzelaltar vom Kirchenschiff abgetrennt ist. Der Innenraum hat zweigeschossige Emporen und ist mit einer Flachdecke überspannt. Die Kirchenausstattung stammt aus der Bauzeit. Die Orgel mit 15 Registern, verteilt auf 2 Manuale und das Pedal, wurde 1841 von Johann Heinrich Schilling gebaut.